# Моше Романо
Моше Романо (івр. משה רומנו; нар. 6 травня 1946, Тель-Авів, Ізраїль) — ізраїльський футболіст, виступав на позиції нападника.

## Клубна кар'єра
Свою ігрову кар'єру Романо розпочав у клубі «Шимшон» (Тель-Авів). У 1964 році був переведений до першої команди і в сезоні 1964/65 років дебютував у її складі в першій лізі Ізраїлю. У сезоні 1965/66 років з 17-ма забитими м'ячами став найкращим бомбардиром національного чемпіонату. 
В 1968 році виїхав до ПАСу, де до 1969 року захищав кольори «Хайлендс Парк».
У 1969 році повернувся до Ізраїлю та став гравцем тель-авівського «Бейтара». Того ж року разом з «Бейтаром» став переможцем ізраїльського чемпіонату, але наступного року повернувся до «Шимшону» (Тель-Авів). У сезонах 1969/70 (15 голів) та 1972/73 років (18 голів) у складі «Шимшону» став найкращим гравцем клубу. У сезоні 1970/71 років став віце-чемпіоном Ізраїлю.
У 1973 році Романо перейшов до «Бейтару» (Тель-Авів). У сезоні 1974/75 років вчетверте в своїй кар'єрі став найкращим бомбардиром Ізраїлю (17 голів). У «Бейтарі» грав до завершення сезону 1979/80 років. У 1980-1982 роках грав у «Хапоелі» (Єгуд). У сезоні 1981/82 років у футболці «Хапоеля» (Єгуд) став володарем кубку Ізраїлю. В сезоні 1982/83 років виступав у «Бейтарі» (Рамла). Завершив кар'єру гравця у 1982 році, у віці 36 років. 
Намагався розпочати тренерську кар'єру, але безуспішно. Протягом ігрової кар'єри відзначився 193-ма голами в 438-ми матчах й посів 4-те місце в списку найкращих бомбардирів ізраїльського чемпіонату, після Алона Мізрахі, Одеда Махнеза та Аві Німні.

## Кар'єра в збірній
У національній збірній Ізраїлю дебютував 21 листопада 1965 року в програному (1:2) виїзному поєдинку кваліфікації Чемпіонату світу 1966 році з Болгарії, який проходив у Рамат-Гані. У 1968 році зіграв у 3-ох матчах Кубку Азії 1968 року: з Гонконгом (6:1 та 2 голи), з Бірмою (0:1) та з Тайванем (4:1 та 2 голи). На тому турнірі став найкращим бомбардиром змагання, в Ізраїль посів 3-тє місце.
У 1970 році Романо був у складі збірної Ізраїлю на Чемпіонаті світу в Мексиці, але був гравцем резерву й не зіграв жодного поєдинку. З 1965 по 1975 рік у складі національної збірної зіграв 12 матчів та відззначився 5-ма голами.

## Статистика виступів

### Клубна
| Сезон   | Клуб                 | Країна  | Змагання    | Матчі | Голи |
| ------- | -------------------- | ------- | ----------- | ----- | ---- |
| 1964/65 | «Шимшон» (Тель-Авів) | Ізраїль | Ліга Леуміт | 28    | 13   |
| 1965/66 | «Шимшон» (Тель-Авів) | Ізраїль | Ліга Леуміт | 30    | 17   |
| 1966/67 | «Шимшон» (Тель-Авів) | Ізраїль | Ліга Леуміт | ?     | ?    |
| 1967/68 | «Шимшон» (Тель-Авів) | Ізраїль | Ліга Леуміт | ?     | ?    |
| 1968    | «Хайлендс Парк»      | ПАС     | НФЛ         | ?     | ?    |
| 1969    | «Хайлендс Парк»      | ПАС     | НФЛ         | ?     | ?    |
| 1968/69 | «Бейтар» (Тель-Авів) | Ізраїль | Ліга Леуміт | 11    | 8    |
| 1969/70 | «Шимшон» (Тель-Авів) | Ізраїль | Ліга Леуміт | 28    | 15   |
| 1970/71 | «Шимшон» (Тель-Авів) | Ізраїль | Ліга Леуміт | 29    | 16   |
| 1971/72 | «Шимшон» (Тель-Авів) | Ізраїль | Ліга Леуміт | 22    | 9    |
| 1972/73 | «Шимшон» (Тель-Авів) | Ізраїль | Ліга Леуміт | 25    | 18   |
| 1973/74 | «Бейтар» (Тель-Авів) | Ізраїль | Ліга Леуміт | 15    | 6    |
| 1974/75 | «Бейтар» (Тель-Авів) | Ізраїль | Ліга Леуміт | 27    | 17   |
| 1975/76 | «Бейтар» (Тель-Авів) | Ізраїль | Ліга Леуміт | 34    | 9    |
| 1976/77 | «Бейтар» (Тель-Авів) | Ізраїль | Ліга Леуміт | 29    | 11   |
| 1977/78 | «Бейтар» (Тель-Авів) | Ізраїль | Ліга Леуміт | 25    | 6    |
| 1978/79 | «Бейтар» (Тель-Авів) | Ізраїль | Ліга Леуміт | 24    | 9    |
| 1979/80 | «Бейтар» (Тель-Авів) | Ізраїль | Ліга Леуміт | 26    | 6    |
| 1980/81 | «Хапоель» (Єгуд)     | Ізраїль | Ліга Леуміт | 30    | 6    |
| 1981/82 | «Хапоель» (Єгуд)     | Ізраїль | Ліга Леуміт | 18    | 2    |
| 1982/83 | «Бейтар» (Рамла)     | Ізраїль | Ліга Леуміт | 4     | 0    |

## Досягнення

### Командні
«Бейтар» (Тель-Авів)
- Ліга Леуміт
  -  Чемпіон (1): 1969

«Хапоель» (Тель-Авів)
- Ліга Леуміт
  -  Срібний призер (1): 1970/71

«Хапоель» (Єгуд)
- Кубок Ізраїлю
  -  Володар (1): 1981/82

### Збірні
- Бронзовий призер Кубка Азії: 1968

### Індивідуальні
- Найкращий бомбардир чемпіонату Ізраїля (4): 1965/66, 1969/70, 1972/73, 1974/75